# Maclayina
Maclayina es un género de foraminífero bentónico considerado un sinónimo posterior de Eovolutina de la familia Eovolutinidae, de la superfamilia Parathuramminoidea, del suborden Fusulinina y del orden Fusulinida. Su especie tipo era Maclayina scitiula. Su rango cronoestratigráfico abarcaba desde el Silúrico hasta el Devónico.

## Discusión
Clasificaciones más recientes incluirían Maclayina en el suborden Parathuramminina, del orden Parathuramminida, de la subclase Afusulinina y de la clase Fusulinata.

## Clasificación
Maclayina incluye a la siguiente especie:
- Maclayina scitiula †